# Поречье-Грунтовое
Поре́чье-Грунто́вое (укр. Поріччя-Грунтове) — село в Великолюбенской поселковой общине Львовского района Львовской области Украины.
Население по переписи 2001 года составляло 141 человек. Занимает площадь 0,59 км². Почтовый индекс — 81556. Телефонный код — 3231.